# Nekrolog Dezember 2022
Nekrolog
◄◄
| ◄
| 2018
| 2019
| 2020
| 2021
| 2022 | 2023 | 2024 | 2025
Januar |
Februar |
März |
April |
Mai |
Juni |
Juli |
August |
September |
Oktober |
November |
Dezember 2022
Weitere Ereignisse | Allgemeiner Nekrolog 2022
Die Beschreibung der verstorbenen Person sollte so kurz wie möglich gehalten sein und nur deren signifikante Tätigkeit(en) enthalten.
Neue Namen ggf. auch unter dem Geburts- und Sterbedatum, also etwa unter 1. Januar und im Geburts- und Sterbejahr (2024) eintragen (nur bei entsprechender großer Wichtigkeit). Für Beispiele siehe die schon vorhandenen Artikel.
Außerdem über die fünf zuletzt Verstorbenen, zu denen es einen ausreichend guten Artikel für eine Präsentation auf der Hauptseite gibt, nach der todesbedingten Überarbeitung der Artikel ggf. auch unter Wikipedia Diskussion:Hauptseite informieren und sie am besten auch in den anderen Wikipedia-Sprachversionen eintragen. Tipp: Regelmäßig bei news.google.de nach „ist tot“, „gestorben“ oder „verstorben“ suchen.
Wenn eine Person gestorben ist, gibt es viele Seiten zu dieser Person in der Wikipedia, die davon auch betroffen sind und entsprechend aktualisiert werden müssen. Beispiele: Namenübersichtsseite, Geburtsjahr, Geburtsort-Seiten und viele mehr.
Wie finde ich die betroffenen Seiten?
Im Suchfeld auf der linken Seite gibt man den Suchbegriff so ein: „Vorname Nachname“. Dann klickt man auf Volltext und alle Seiten mit entsprechendem Suchtext werden aufgerufen. Hier sieht man dann schnell, wo auch das Todesjahr Sinn macht oder sogar ein Teil des Artikels angepasst werden muss. Auch hilft das „Werkzeug“ auf der linken Seite sehr gut, um solche Seiten aufzufinden: „Links auf diese Seite“. Somit ist die Wikipedia wieder aktuell in allen Bereichen! Hinweis: bei Eintragung der Kategorie „Gestorben JAHR“ wird der Missbrauchsfilter 49 ausgelöst, was jedoch nicht schlimm ist. Siehe: Spezial:Missbrauchsfilter/49
Dies ist eine Liste von im Dezember 2022 verstorbenen bekannten Persönlichkeiten. Die Einträge erfolgen innerhalb der einzelnen Daten alphabetisch sortiert. Tiere sind im Nekrolog für Tiere zu finden.

## Dezember
Bearbeitungshinweis: Neue Todesfälle bitte absteigend nach Tagen geordnet eintragen. Die Todesfälle desselben Tages bitte in alphabetischer Reihenfolge einfügen.
| Tag          | Name                                  | Beruf, bekannt als                                                                             | Alter | Beleg |
| ------------ | ------------------------------------- | ---------------------------------------------------------------------------------------------- | ----- | ----- |
| 31. Dezember | Sergei Bautin                         | russischer Eishockeyspieler                                                                    | 55    |       |
| 31. Dezember | Benedikt XVI.                         | deutscher Theologe und Papst                                                                   | 95    |       |
| 31. Dezember | Wolfgang Birkenstock                  | deutscher Journalist und Fotograf                                                              | 55    |       |
| 31. Dezember | Brenda Dervin                         | US-amerikanische Organisationsforscherin                                                       | 84    |       |
| 31. Dezember | Vic Eugster                           | Schweizer Sänger und Tonmeister                                                                | 82    |       |
| 31. Dezember | Jeremiah Green                        | US-amerikanischer Schlagzeuger                                                                 | 45    |       |
| 31. Dezember | Uta Hallant                           | deutsche Schauspielerin und Synchronsprecherin                                                 | 83    |       |
| 31. Dezember | Daniel Labille                        | französischer Bischof                                                                          | 90    |       |
| 31. Dezember | Barry Lane                            | englischer Golfsportler                                                                        | 62    |       |
| 31. Dezember | John Martin-Dye                       | britischer Schwimmer und Wasserballspieler                                                     | 82    |       |
| 31. Dezember | Hans Mayer                            | deutscher Galerist                                                                             | 82    |       |
| 31. Dezember | Dolf van Niekerk                      | südafrikanischer Schriftsteller                                                                | 93    |       |
| 31. Dezember | Anita Pointer                         | US-amerikanische Sängerin                                                                      | 74    |       |
| 31. Dezember | Werner Pokorny                        | deutscher Bildhauer                                                                            | 73    |       |
| 31. Dezember | Friedhelm Rost                        | deutscher Jurist                                                                               | 78    |       |
| 31. Dezember | Ginny Redington Dawes                 | US-amerikanische Jinglekomponistin                                                             | 77    |       |
| 31. Dezember | Jacques Sereys                        | französischer Schauspieler und Theaterregisseur                                                | 94    |       |
| 31. Dezember | Axel Wernitz                          | deutscher Politiker                                                                            | 85    |       |
| 31. Dezember | Bernhard Wucherer                     | deutscher Schriftsteller                                                                       | 68    |       |
| 31. Dezember | Bert-Åke Varg                         | schwedischer Schauspieler                                                                      | 90    |       |
| 30. Dezember | Heidi Bastian                         | deutsche Künstlerin                                                                            | ≈71   |       |
| 30. Dezember | Lino Benech                           | uruguayischer Radrennfahrer                                                                    | 75    |       |
| 30. Dezember | Włodzimierz Danke                     | polnischer Sportschütze                                                                        | 79    |       |
| 30. Dezember | Christina Drechsler                   | deutsche Schauspielerin                                                                        | 44    |       |
| 30. Dezember | Miklós Duray                          | slowakischer Politiker und Publizist                                                           | 77    |       |
| 30. Dezember | Jürgen von Falkenhayn                 | deutscher Generalmajor                                                                         | 84    |       |
| 30. Dezember | Willard Gaylin                        | US-amerikanischer Psychiater und Bioethiker                                                    | 97    |       |
| 30. Dezember | Ayşe Gencer                           | türkische Jazzsängerin                                                                         | 66    |       |
| 30. Dezember | Brian Glencross                       | australischer Hockeyspieler und -trainer                                                       | 81    |       |
| 30. Dezember | Dieter Härtwig                        | deutscher Dramaturg, Musikwissenschaftler und Autor                                            | 88    |       |
| 30. Dezember | Lis Hartmann                          | dänische Schauspielerin                                                                        | 92    |       |
| 30. Dezember | Rex Hartwig                           | australischer Tennisspieler                                                                    | 93    |       |
| 30. Dezember | Walter Holzinger                      | österreichischer Bautechniker, Bildhauer, Maler und Kulturwissenschaftler                      | 65    |       |
| 30. Dezember | Maurice Horn                          | französisch-US-amerikanischer Comicautor und -historiker                                       | 91    |       |
| 30. Dezember | Brigitte Roßbeck                      | deutsche Schriftstellerin und Historikerin                                                     | 78    |       |
| 30. Dezember | Wladimir Schelesnjakow                | russischer Astrophysiker                                                                       | 91    |       |
| 30. Dezember | Eric Thomas                           | US-amerikanischer Leichtathlet                                                                 | 49    |       |
| 30. Dezember | Shmuel Toledano                       | israelischer Politiker                                                                         | 101   |       |
| 30. Dezember | Barbara Walters                       | US-amerikanische Journalistin                                                                  | 93    |       |
| 30. Dezember | John Quinn Weitzel                    | US-amerikanischer Bischof                                                                      | 94    |       |
| 30. Dezember | Don West                              | US-amerikanischer Fernsehmoderator und Wrestling-Kommentator                                   | 59    |       |
| 30. Dezember | Ryszard Wojtyllo                      | polnischer Schauspieler und Hörspielsprecher                                                   | 86    |       |
| 30. Dezember | Peter Zingler                         | deutscher Schriftsteller und Drehbuchautor                                                     | 78    |       |
| 29. Dezember | Eduard Artemjew                       | sowjetischer bzw. russischer Komponist                                                         | 85    |       |
| 29. Dezember | Max Markgraf von Baden                | deutscher Unternehmer, Chef des Hauses Baden                                                   | 89    |       |
| 29. Dezember | Stephan Bonnar                        | französischer Mixed-Martial-Arts-Kämpfer                                                       | 45    |       |
| 29. Dezember | Pierre Bouladou                       | französischer Gewichtheber                                                                     | 97    |       |
| 29. Dezember | Keenan Cahill                         | US-amerikanischer Webvideoproduzent                                                            | 27    |       |
| 29. Dezember | Miroslav Čiž                          | slowakischer Politiker                                                                         | 68    |       |
| 29. Dezember | Noël Dejonckheere                     | belgischer Radsportler                                                                         | 67    |       |
| 29. Dezember | Ruggero Deodato                       | italienischer Filmregisseur                                                                    | 83    |       |
| 29. Dezember | Margriet Eshuys                       | niederländische Sängerin und Pianistin                                                         | 70    |       |
| 29. Dezember | Mihalj Kertes                         | jugoslawischer bzw. serbischer Beamter und Politiker                                           | 75    |       |
| 29. Dezember | Martina Leistenschneider              | deutsche Politikerin                                                                           | 87    |       |
| 29. Dezember | Karl-Heinz Maxwitat                   | deutscher Pilot und Fluglehrer                                                                 | 86    |       |
| 29. Dezember | Marion Meade                          | US-amerikanische Schriftstellerin und Biografin                                                | 88    |       |
| 29. Dezember | Pelé                                  | brasilianischer Fußballspieler                                                                 | 82    |       |
| 29. Dezember | Giovanni Pezzoli                      | italienischer Schlagzeuger                                                                     | 70    |       |
| 29. Dezember | Werner Röhr                           | deutscher Philosoph und Historiker                                                             | 81    |       |
| 29. Dezember | Edgar Savisaar                        | estnischer Politiker                                                                           | 72    |       |
| 29. Dezember | Erich Thenius                         | österreichischer Paläontologe                                                                  | 98    |       |
| 29. Dezember | Joseph Ti-kang                        | taiwanischer Erzbischof                                                                        | 94    |       |
| 29. Dezember | Raissa Timofejewa                     | russische Tischtennisspielerin                                                                 | 55    |       |
| 29. Dezember | Ian Tyson                             | kanadischer Country- und Folk-Musiker                                                          | 89    |       |
| 29. Dezember | János Varga                           | ungarischer Ringer                                                                             | 83    |       |
| 29. Dezember | Roger Welch                           | US-amerikanischer Konzept-, Installations- und Objektkünstler                                  | 76    |       |
| 29. Dezember | Vivienne Westwood                     | britische Modedesignerin                                                                       | 81    |       |
| 28. Dezember | Leonard Allinson                      | britischer Diplomat                                                                            | 96    |       |
| 28. Dezember | Tamara Baroni                         | italienisches Fotomodell und Schauspielerin                                                    | 75    |       |
| 28. Dezember | Bernard Barsi                         | französischer Erzbischof                                                                       | 80    |       |
| 28. Dezember | Félix Beltrán                         | kubanischer Künstler und Designer                                                              | 84    |       |
| 28. Dezember | Italo Bettiol                         | italienisch-französischer Regisseur                                                            | 96    |       |
| 28. Dezember | Black Stalin                          | trinidadischer Calypsosänger und -songwriter                                                   | 81    |       |
| 28. Dezember | Rainer Böhm                           | deutscher Physiker und Erfinder                                                                | 94    |       |
| 28. Dezember | Hubert Feger                          | deutscher Psychologe und Hochschullehrer                                                       | 84    |       |
| 28. Dezember | Philomena Franz                       | deutsche Sintizza, KZ-Überlebende, Zeitzeugin und Autorin                                      | 100   |       |
| 28. Dezember | Eberhard Göschel                      | deutscher Maler, Grafiker, Plastiker und Aktionskünstler                                       | 79    |       |
| 28. Dezember | Martin Heckmann                       | deutscher Filmemacher, Medienkünstler und Musiker                                              | 56    |       |
| 28. Dezember | Arata Isozaki                         | japanischer Architekt                                                                          | 91    |       |
| 28. Dezember | František Jursa                       | tschechoslowakischer Radrennfahrer                                                             | 89    |       |
| 28. Dezember | John Leslie Howard Keep               | britisch-kanadischer Historiker                                                                | 96    |       |
| 28. Dezember | Liu Mingzu                            | chinesischer Politiker                                                                         | 86    |       |
| 28. Dezember | Bennett McCallum                      | US-amerikanischer Wirtschaftswissenschaftler und Hochschullehrer                               | 87    |       |
| 28. Dezember | Avrion Mitchison                      | britischer Zoologe                                                                             | 94    |       |
| 28. Dezember | Sibylle Mulot                         | deutsche Schriftstellerin und Übersetzerin                                                     | 72    |       |
| 28. Dezember | Valda Osborn                          | britische Eiskunstläuferin                                                                     | 88    |       |
| 28. Dezember | Hans Stoisser                         | österreichischer Unternehmer und Politiker                                                     | 95    |       |
| 28. Dezember | Linda de Suza                         | portugiesische Sängerin                                                                        | 74    |       |
| 28. Dezember | Bernd Thiemann                        | deutscher Manager                                                                              | 79    |       |
| 28. Dezember | Tony Vaccaro                          | US-amerikanischer Fotograf                                                                     | 100   |       |
| 27. Dezember | Bob Ackerman                          | US-amerikanischer Jazzmusiker                                                                  | ≈82   |       |
| 27. Dezember | Dominique Bentejac                    | französischer Vielseitigkeitsreiter                                                            | 78    |       |
| 27. Dezember | Simon Clarke                          | britischer Soziologe                                                                           | 76    |       |
| 27. Dezember | Alfred Goodwin                        | US-amerikanischer Jurist                                                                       | 99    |       |
| 27. Dezember | Günther Grack                         | deutscher Theaterkritiker                                                                      | 88    |       |
| 27. Dezember | Timo Grönlund                         | finnischer Kanute                                                                              | 68    |       |
| 27. Dezember | Andrzej Iwan                          | polnischer Fußballspieler                                                                      | 63    |       |
| 27. Dezember | Alfredo Jiménez                       | mexikanischer Fußballspieler                                                                   | 71    |       |
| 27. Dezember | Werner Kriesel                        | deutscher Ingenieur                                                                            | 81    |       |
| 27. Dezember | André Miquel                          | französischer Islamwissenschaftler und Arabist                                                 | 93    |       |
| 27. Dezember | Rolf Oesterreich                      | deutscher Leichtathlet                                                                         | 73    |       |
| 27. Dezember | Mordechai Papirblat                   | polnisch-israelischer Holocaust-Überlebender                                                   | 99    |       |
| 27. Dezember | Arndt Pfützner                        | deutscher Sportwissenschaftler                                                                 | 73    |       |
| 27. Dezember | Luann Ryon                            | US-amerikanische Bogenschützin                                                                 | 69    |       |
| 27. Dezember | Paul Schümmer                         | deutscher Verfahrenstechniker                                                                  | 93    |       |
| 27. Dezember | Harry Sheppard                        | US-amerikanischer Jazzmusiker                                                                  | 94    |       |
| 27. Dezember | Manuel Soubeyrand                     | deutscher Theaterintendant und -regisseur                                                      | 65    |       |
| 27. Dezember | Imre Szöllősi                         | ungarischer Kanute                                                                             | 81    |       |
| 27. Dezember | Suzanne Tarasiève                     | französische Galeristin                                                                        | 73    |       |
| 26. Dezember | Hugo Brandenburg                      | deutscher Archäologe                                                                           | 93    |       |
| 26. Dezember | Carlo d’Ippolito di Sant’Ippolito     | italienischer Großkomtur des Malteserordens                                                    | 89    |       |
| 26. Dezember | Sergei Dmitrijew                      | russischer Fußballspieler                                                                      | 58    |       |
| 26. Dezember | Horst Ebenhöh                         | österreichischer Komponist und Musikerzieher                                                   | 92    |       |
| 26. Dezember | Erich Ess                             | österreichischer Maler und Zeichner                                                            | 93    |       |
| 26. Dezember | Monika Frimmer                        | deutsche Opernsängerin                                                                         | 65    |       |
| 26. Dezember | Blasco Giurato                        | italienischer Kameramann                                                                       | 81    |       |
| 26. Dezember | Mack Goldsbury                        | amerikanischer Jazzmusiker                                                                     | 76    |       |
| 26. Dezember | Wolfgang Hamm                         | deutscher Komponist, Autor und Musikproduzent                                                  | 78    |       |
| 26. Dezember | Dorothy Iannone                       | US-amerikanische Künstlerin                                                                    | 89    |       |
| 26. Dezember | Peter Jochen Kemmer                   | deutscher Schauspieler, Bühnenautor sowie Hörspielsprecher und -autor                          | 81    |       |
| 26. Dezember | Konrad Kruis                          | deutscher Jurist                                                                               | 92    |       |
| 26. Dezember | Victoria Lee                          | US-amerikanische Mixed-Martial-Arts-Kämpferin                                                  | 18    |       |
| 26. Dezember | Jo Mersa Marley                       | jamaikanisch-US-amerikanischer Reggae-Musiker                                                  | 31    |       |
| 26. Dezember | Thomas Meaney                         | irischer Politiker                                                                             | 91    |       |
| 26. Dezember | António Mega Ferreira                 | portugiesischer Schriftsteller und Journalist                                                  | 73    |       |
| 26. Dezember | No Kum-sok                            | nordkoreanisch-US-amerikanischer Kampfpilot und Deserteur                                      | 90    |       |
| 26. Dezember | Hans Nowack                           | deutscher Opernsänger                                                                          | 91    |       |
| 26. Dezember | Harro Plander                         | deutscher Rechtswissenschaftler                                                                | 84    |       |
| 26. Dezember | Dieter Pröttel                        | deutscher Regisseur                                                                            | 89    |       |
| 26. Dezember | Munira al-Qubeysi                     | syrische Islamgelehrte                                                                         | ≈89   |       |
| 26. Dezember | Ludger Schulze                        | deutscher Sportjournalist und Autor                                                            | 72    |       |
| 26. Dezember | Yi Ok-seon                            | koreanische Aktivistin und Trostfrau                                                           | ≈95   |       |
| 26. Dezember | Hans Helmut Straub                    | deutscher Schauspieler                                                                         | 81    |       |
| 25. Dezember | Camilo Azuquita                       | panamaischer Salsa-Sänger und -Komponist                                                       | 76    |       |
| 25. Dezember | Jean Blondel                          | französischer Politikwissenschaftler                                                           | 93    |       |
| 25. Dezember | Françoise Bourdin                     | französische Schriftstellerin                                                                  | 70    |       |
| 25. Dezember | Manfred Busche                        | deutscher Manager                                                                              | 89    |       |
| 25. Dezember | Fausto Cepeda                         | dominikanischer Opernsänger                                                                    | 83    |       |
| 25. Dezember | Cho Se-hui                            | südkoreanischer Schriftsteller                                                                 | 80    |       |
| 25. Dezember | Chaim Druckman                        | israelischer Rabbiner und Politiker                                                            | 90    |       |
| 25. Dezember | Michael Fuchs                         | deutscher Politiker                                                                            | 73    |       |
| 25. Dezember | Claire Gagnier                        | kanadische Opernsängerin                                                                       | 98    |       |
| 25. Dezember | Jürke Grau                            | deutscher Botaniker                                                                            | 85    |       |
| 25. Dezember | Jost Halfmann                         | deutscher Soziologe                                                                            | 75    |       |
| 25. Dezember | Hans Konrad                           | deutscher Architekt                                                                            | 98    |       |
| 25. Dezember | Luther „Guitar Junior“ Johnson        | US-amerikanischer Bluessänger und -gitarrist                                                   | 83    |       |
| 25. Dezember | Casey Jones                           | britischer Sänger und Gitarrist                                                                | 86    |       |
| 25. Dezember | Rodney Loudon                         | britischer Physiker                                                                            | 88    |       |
| 25. Dezember | Alexei Maslow                         | russischer General                                                                             | 69    |       |
| 25. Dezember | Antje Middeldorf Kosegarten           | deutsche Kunsthistorikerin                                                                     | 91    |       |
| 25. Dezember | Hans Muhr                             | österreichischer Bildhauer                                                                     | 88    |       |
| 25. Dezember | Yūji Nunokawa                         | japanischer Animationsregisseur                                                                | 75    |       |
| 25. Dezember | Fabián O’Neill                        | uruguayischer Fußballspieler                                                                   | 49    |       |
| 25. Dezember | Bob Penny                             | US-amerikanischer Schauspieler                                                                 | 87    |       |
| 25. Dezember | Wang Wenjiao                          | chinesischer Badmintonspieler und -trainer                                                     | 89    |       |
| 24. Dezember | Vittorio Adorni                       | italienischer Radrennfahrer                                                                    | 85    |       |
| 24. Dezember | Catherine Cyran                       | US-amerikanische Regisseurin                                                                   | 59    |       |
| 24. Dezember | Pawel Antow                           | russischer Unternehmer und Politiker                                                           | 65    |       |
| 24. Dezember | John Bird                             | britischer Schauspieler                                                                        | 86    |       |
| 24. Dezember | Gedeon Borsa                          | ungarischer Bibliothekar, Literaturhistoriker und Bibliograph                                  | 99    |       |
| 24. Dezember | Kenton Edelin                         | US-amerikanischer Basketballspieler                                                            | 60    |       |
| 24. Dezember | Franco Frattini                       | italienischer Politiker                                                                        | 65    |       |
| 24. Dezember | Elena Gianini Belotti                 | italienische Pädagogin und Schriftstellerin                                                    | 93    |       |
| 24. Dezember | Heinz Gries                           | deutscher Unternehmer                                                                          | 87    |       |
| 24. Dezember | Martin Groß                           | deutscher Politiker                                                                            | 85    |       |
| 24. Dezember | Anja Hegeler                          | deutsche Schachspielerin                                                                       | 57    |       |
| 24. Dezember | Hans-Michael Heitmüller               | deutscher Manager                                                                              | 78    |       |
| 24. Dezember | Harry Hornig                          | deutscher Dokumentarfilmer                                                                     | 92    |       |
| 24. Dezember | Oleg Alexandrowitsch Jerofejew        | russischer Admiral                                                                             | 82    |       |
| 24. Dezember | Franjo Jurjević                       | jugoslawischer Turner                                                                          | 90    |       |
| 24. Dezember | Werner Kotte                          | deutscher Offizier                                                                             | 91    |       |
| 24. Dezember | Edie Landau                           | US-amerikanische Film- und Fernsehproduzentin                                                  | 95    |       |
| 24. Dezember | Gerd Lochmann                         | deutscher Kugelstoßer                                                                          | 74    |       |
| 24. Dezember | Jean Paré                             | kanadische Unternehmerin und Kochbuchautorin                                                   | 95    |       |
| 24. Dezember | Andrzej Pstrokoński                   | polnischer Basketballspieler und -trainer                                                      | 86    |       |
| 24. Dezember | Martin Ravallion                      | australischer Wirtschaftswissenschaftler                                                       | 70    |       |
| 24. Dezember | Mario Rosa                            | italienischer Historiker                                                                       | 90    |       |
| 24. Dezember | Kathy Whitworth                       | US-amerikanische Golferin                                                                      | 83    |       |
| 23. Dezember | Michael Braun                         | deutscher Literaturkritiker                                                                    | 64    |       |
| 23. Dezember | Brocken-Benno                         | deutscher Rekord-Wanderer                                                                      | 90    |       |
| 23. Dezember | George Cohen                          | englischer Fußballspieler                                                                      | 83    |       |
| 23. Dezember | Detlev Ellmers                        | deutscher Archäologe, Kunsthistoriker und Museumsdirektor                                      | 84    |       |
| 23. Dezember | Brigitte Hatz                         | österreichische bildende Künstlerin                                                            | 82    |       |
| 23. Dezember | Egbert Kankeleit                      | deutscher Physiker                                                                             | 93    |       |
| 23. Dezember | Erich Kõlar                           | estnischer Dirigent und Percussionist                                                          | 98    |       |
| 23. Dezember | Madosini                              | südafrikanische Musikerin und Erzählerin                                                       | 78    |       |
| 23. Dezember | Michael R. Marrus                     | kanadischer Historiker und Hochschullehrer                                                     | 81    |       |
| 23. Dezember | Maxi Jazz                             | britischer Rapper, Sänger und Songwriter                                                       | 65    |       |
| 23. Dezember | Hermann Schmid                        | österreichischer Schauspieler und Regisseur                                                    | 83    |       |
| 23. Dezember | Philippe Streiff                      | französischer Automobilrennfahrer                                                              | 67    |       |
| 23. Dezember | Adi Übleis                            | österreichischer Trabrennfahrer                                                                | 85    |       |
| 23. Dezember | Lutz Ulbricht                         | deutscher Ruderer                                                                              | 80    |       |
| 23. Dezember | Józef Użycki                          | polnischer Generalleutnant und Politiker                                                       | 90    |       |
| 23. Dezember | Paul Horst Wieser                     | deutscher Physiker und Hochschullehrer                                                         | 89    |       |
| 22. Dezember | Thom Bell                             | US-amerikanischer Musikproduzent, Pianist, Sänger, Dirigent, Arrangeur und Komponist           | 79    |       |
| 22. Dezember | Big Scarr                             | US-amerikanischer Rapper                                                                       | 22    |       |
| 22. Dezember | Bernd Damke                           | deutscher Grafiker und Maler                                                                   | 83    |       |
| 22. Dezember | John Moffat Fugui                     | salomonischer Politiker                                                                        | 61    |       |
| 22. Dezember | Vera Gutkina                          | russisch-israelische Malerin, Dichterin und Schriftstellerin                                   | 69    |       |
| 22. Dezember | Ulrich Hagenah                        | deutscher Bibliothekar                                                                         | 66    |       |
| 22. Dezember | Miodrag Jokić                         | serbischer Admiral                                                                             | 87    |       |
| 22. Dezember | Gerd Knoth                            | deutscher Fußballspieler                                                                       | 76    |       |
| 22. Dezember | Johannes Kreile                       | deutscher Jurist und Manager                                                                   | 64    |       |
| 22. Dezember | Boris Mattèrn                         | Schweizer Schauspieler und Hörspielsprecher                                                    | 85    |       |
| 22. Dezember | Joyce Meskies                         | US-amerikanische Buchhändlerin                                                                 | 80    |       |
| 22. Dezember | Maria Nowak                           | französische Wirtschaftswissenschaftlerin                                                      | 87    |       |
| 22. Dezember | Burton Pike                           | US-amerikanischer Germanist, Literaturwissenschaftler und Übersetzer                           | 92    |       |
| 22. Dezember | Thomas Preiss                         | Schweizer Fußballspieler und -funktionär                                                       | 98    |       |
| 22. Dezember | Karl Schmider                         | deutscher Komponist, Chorleiter und Organist                                                   | 87    |       |
| 22. Dezember | Anton Tkáč                            | tschechoslowakischer Radrennfahrer                                                             | 71    |       |
| 22. Dezember | Ronan Vibert                          | britischer Schauspieler                                                                        | 58    |       |
| 22. Dezember | Walter „Wolfman“ Washington           | US-amerikanischer Gitarrist und Sänger                                                         | 79    |       |
| 21. Dezember | Heinz-Eberhard Albrecht               | deutscher Ingenieur und Hochschullehrer                                                        | 87    |       |
| 21. Dezember | Alberto Asor Rosa                     | italienischer Literaturwissenschaftler, Literaturkritiker, Essayist und Politiker              | 89    |       |
| 21. Dezember | Ulrich Berkes                         | deutscher Dichter und Schriftsteller                                                           | 86    | [ 1 ] |
| 21. Dezember | Pjotr Bojarski                        | sowjetischer bzw. russischer Physiker, Wissenschaftshistoriker, Polarforscher und Kulturologe  | 79    |       |
| 21. Dezember | Christopher Dowling                   | maltesischer Schwimmer und Wasserballspieler                                                   | 78    |       |
| 21. Dezember | Claude Dubois                         | französischer Illustrator und Comicautor                                                       | 88    |       |
| 21. Dezember | Franz Gertsch                         | Schweizer Maler und Grafiker                                                                   | 92    |       |
| 21. Dezember | Michael Heymann                       | deutscher Diskjockey und Sänger                                                                | 83    |       |
| 21. Dezember | Ronnie Hillman                        | US-amerikanischer American-Football-Spieler                                                    | 31    |       |
| 21. Dezember | Hartmut Holzapfel                     | deutscher Politiker                                                                            | 78    |       |
| 21. Dezember | Peter Karner                          | österreichischer evangelisch-reformierter Theologe, Journalist und Autor                       | 85    |       |
| 21. Dezember | Lajos Koutny                          | ungarischer Eishockeyspieler                                                                   | 83    |       |
| 21. Dezember | Diane McBain                          | US-amerikanische Schauspielerin                                                                | 81    |       |
| 21. Dezember | Scott Minerd                          | US-amerikanischer Manager und Philanthrop                                                      | 63    |       |
| 21. Dezember | Eric Molinié                          | französischer Manager und Vereinsfunktionär                                                    | 62    |       |
| 21. Dezember | Dieter Schuster                       | deutscher General                                                                              | 76    |       |
| 21. Dezember | Jacob Stickelberger                   | Schweizer Liedermacher und Anwalt                                                              | 82    |       |
| 21. Dezember | Peter Strang                          | deutscher Plastiker                                                                            | 86    |       |
| 21. Dezember | Ludwik Synowiec                       | polnischer Eishockeyspieler                                                                    | 64    |       |
| 21. Dezember | Richard Trythall                      | US-amerikanisch-italienischer Komponist und Pianist                                            | 83    |       |
| 21. Dezember | György Tumpek                         | ungarischer Schwimmer                                                                          | 93    |       |
| 20. Dezember | Chia Boon Leong                       | singapurischer Fußballspieler                                                                  | 97    |       |
| 20. Dezember | Werner Fauser                         | deutscher Architekt und Hochschullehrer                                                        | 94    |       |
| 20. Dezember | Ronald Feldmann                       | US-amerikanischer Galerist                                                                     | 84    |       |
| 20. Dezember | Franco Harris                         | US-amerikanischer American-Football-Spieler                                                    | 72    |       |
| 20. Dezember | Günter Herlt                          | deutscher Journalist, Autor und Fernsehkommentator                                             | 89    |       |
| 20. Dezember | Reinhard Knodt                        | deutscher Schriftsteller und Philosoph                                                         | 71    |       |
| 20. Dezember | Oleg Krochin                          | sowjetischer bzw. russischer Physiker                                                          | 90    |       |
| 20. Dezember | Helga Mateoschat                      | deutsche Kinderärztin                                                                          | 88    |       |
| 20. Dezember | Barbara Noack                         | deutsche Schriftstellerin                                                                      | 98    |       |
| 20. Dezember | Laura Podestà                         | italienische Schwimmerin                                                                       | 68    |       |
| 20. Dezember | Quinn K. Redeker                      | US-amerikanischer Schauspieler und Drehbuchautor                                               | 86    |       |
| 20. Dezember | Maya Ruiz-Picasso                     | französische Kunsthistorikerin                                                                 | 87    |       |
| 20. Dezember | Luigi Stucchi                         | italienischer Weihbischof                                                                      | 81    |       |
| 20. Dezember | Tōru Takahashi                        | japanischer Internetpionier                                                                    | 81    |       |
| 20. Dezember | Eddie Taylor                          | britischer Schlagzeuger                                                                        | 93    |       |
| 20. Dezember | Wilhelm Waidelich                     | deutscher Medizinphysiker und Hochschullehrer                                                  | 100   |       |
| 20. Dezember | Tadeusz Werno                         | polnischer Weihbischof                                                                         | 91    |       |
| 20. Dezember | Wu Guanying                           | chinesischer Designer und Hochschullehrer                                                      | 67    |       |
| 19. Dezember | Ali Ahmed Aslam                       | britischer Koch                                                                                | 77    |       |
| 19. Dezember | Jonas Boruta                          | litauischer Bischof                                                                            | 78    |       |
| 19. Dezember | Tom Browning                          | US-amerikanischer Baseballspieler                                                              | 62    |       |
| 19. Dezember | Hartmut Dierschke                     | deutscher Vegetationskundler                                                                   | 85    |       |
| 19. Dezember | Stanley Drucker                       | US-amerikanischer Klarinettist                                                                 | 93    |       |
| 19. Dezember | Sonya Eddy                            | US-amerikanische Schauspielerin                                                                | 55    |       |
| 19. Dezember | Erwin Josef Ender                     | deutscher Erzbischof                                                                           | 85    |       |
| 19. Dezember | Joseph Gao Hong-xiao                  | chinesischer Bischof                                                                           | 77    |       |
| 19. Dezember | Rita Karrer                           | deutsche Malerin und Grafikerin                                                                | 82    |       |
| 19. Dezember | Per-Ola Lindberg                      | schwedischer Schwimmer                                                                         | 82    |       |
| 19. Dezember | Juri Markin                           | sowjetischer bzw. russischer Jazz-Kontrabassist, -Pianist, -Komponist und -Dozent              | 80    |       |
| 19. Dezember | Don McKenney                          | kanadischer Eishockeyspieler, -trainer und -scout                                              | 88    |       |
| 19. Dezember | Manfred Messerschmidt                 | deutscher Militärhistoriker und Jurist                                                         | 96    |       |
| 19. Dezember | Dan Patiris                           | US-amerikanischer Studio- und Jazzmusiker                                                      | 92    |       |
| 19. Dezember | Jason Pearson                         | US-amerikanischer Comicautor                                                                   | 52    |       |
| 19. Dezember | Jóhan Hendrik Winther Poulsen         | färöischer Linguist                                                                            | 88    |       |
| 19. Dezember | Norbert Santner                       | österreichischer Fußballspieler                                                                | 96    |       |
| 19. Dezember | Iwan Michailowitsch Skossyrew         | sowjetischer Radrennfahrer                                                                     | 75    |       |
| 19. Dezember | Steve Smoger                          | US-amerikanischer Ringrichter                                                                  | 72    |       |
| 19. Dezember | Karl Scheibmaier                      | österreichischer Musikmanager                                                                  | 79    |       |
| 19. Dezember | Gert Schleicher                       | deutscher Orthopäde und Sportmediziner                                                         | 72    |       |
| 18. Dezember | Lando Buzzanca                        | italienischer Schauspieler                                                                     | 87    |       |
| 18. Dezember | Martin Duffy                          | britischer Musiker                                                                             | 55    |       |
| 18. Dezember | Daniela Giordano                      | italienische Schauspielerin                                                                    | 76    |       |
| 18. Dezember | Hans Grosheide                        | niederländischer Politiker                                                                     | 92    |       |
| 18. Dezember | Terry Hall                            | britischer Sänger                                                                              | 63    |       |
| 18. Dezember | Wim Henderickx                        | belgischer Komponist                                                                           | 60    |       |
| 18. Dezember | Nicholas B. Kehoe                     | US-amerikanischer Offizier, Generalleutnant der US Air Force                                   | 79    |       |
| 18. Dezember | Pierre Kröger                         | deutscher Maler und Grafiker                                                                   | 84    |       |
| 18. Dezember | Peter Krös                            | deutscher Fußballspieler                                                                       | 76    |       |
| 18. Dezember | Hans Langenfeld                       | deutscher Sportwissenschaftler und Sporthistoriker                                             | 90    |       |
| 18. Dezember | Gerhard Larcher                       | österreichischer Theologe                                                                      | 76    |       |
| 18. Dezember | Peter M. Lewinsohn                    | US-amerikanischer Psychologe                                                                   | 92    |       |
| 18. Dezember | Ruth Peschel                          | deutsche Grafikerin und Illustratorin                                                          | 89    |       |
| 18. Dezember | Galust Sahakjan                       | armenischer Politiker                                                                          | 73    |       |
| 18. Dezember | Franz Schmedt                         | deutscher Journalist                                                                           | 90    |       |
| 18. Dezember | Roy L. Schneider                      | US-amerikanischer Politiker                                                                    | 83    |       |
| 18. Dezember | Heinz-Jochen Spilker                  | deutscher Rechtsanwalt, Leichtathletiktrainer und Funktionär                                   | 74    |       |
| 18. Dezember | Hitomi Suzuki                         | japanische Seiyū                                                                               | 26    |       |
| 18. Dezember | Maggie Thrett                         | US-amerikanische Schauspielerin                                                                | 76    |       |
| 18. Dezember | Ladislav Trojan                       | tschechischer Schauspieler                                                                     | 90    |       |
| 18. Dezember | Xi Xi                                 | hongkong-chinesische Schriftstellerin                                                          | 85    |       |
| 18. Dezember | Xu Guangjian                          | chinesischer Richter                                                                           | 91    |       |
| 17. Dezember | Liu Dalin                             | chinesischer Soziologe und Sexualwissenschaftler                                               | 90    |       |
| 17. Dezember | Charlotte Drews-Bernstein             | deutsche Hörspiel- und Drehbuchautorin                                                         | 86    |       |
| 17. Dezember | Eberhard Eimler                       | deutscher General                                                                              | 92    |       |
| 17. Dezember | Steven Goldberg                       | US-amerikanischer Soziologe                                                                    | 81    |       |
| 17. Dezember | Charlie Gracie                        | US-amerikanischer Rockabilly-Musiker                                                           | 86    |       |
| 17. Dezember | Drew Griffin                          | US-amerikanischer Journalist                                                                   | 60    |       |
| 17. Dezember | Dieter Henrich                        | deutscher Philosoph                                                                            | 95    |       |
| 17. Dezember | Mike Hodges                           | britischer Filmregisseur                                                                       | 90    |       |
| 17. Dezember | Jacky Jakoba                          | niederländischer Baseballspieler                                                               | 61    |       |
| 17. Dezember | Elayne Jones                          | US-amerikanische Perkussionistin                                                               | 94    |       |
| 17. Dezember | Edith Kammer                          | Schweizer Schriftstellerin                                                                     | 89    |       |
| 17. Dezember | Elmar Kunauer                         | österreichischer Leichtathlet                                                                  | 82    |       |
| 17. Dezember | Wolfgang Lauber                       | deutscher Architekt und Hochschullehrer                                                        | 86    |       |
| 17. Dezember | Werner Leich                          | deutscher Theologe und Bischof                                                                 | 95    |       |
| 17. Dezember | Hans Christhard Mahrenholz            | deutscher Verwaltungsjurist                                                                    | 94    |       |
| 17. Dezember | Manuel Muñoz                          | chilenischer Fußballspieler                                                                    | 94    |       |
| 17. Dezember | Philip Pearlstein                     | US-amerikanischer Maler                                                                        | 98    |       |
| 17. Dezember | Nélida Piñon                          | brasilianische Schriftstellerin                                                                | 85    |       |
| 17. Dezember | Severino Poletto                      | italienischer Kardinal                                                                         | 89    |       |
| 17. Dezember | Albert Reichmann                      | kanadischer Unternehmer                                                                        | 93    |       |
| 17. Dezember | Marie-Luise Scherer                   | deutsche Schriftstellerin und Journalistin                                                     | 84    |       |
| 17. Dezember | Detlef Schönenberg                    | deutscher Schlagzeuger und Autor                                                               | 78    |       |
| 17. Dezember | Urmas Sisask                          | estnischer Komponist und Musiker                                                               | 62    |       |
| 17. Dezember | Christoph Stiller                     | deutscher Dirigent, Chordirektor und Studienleiter                                             | 53    |       |
| 17. Dezember | Eero Tapio                            | finnischer Ringer                                                                              | 81    |       |
| 17. Dezember | Erich Winter                          | österreichisch-deutscher Ägyptologe                                                            | 94    |       |
| 17. Dezember | Alberto Zamperla                      | italienischer Unternehmer                                                                      | 71    |       |
| 16. Dezember | Elia Alessandrini                     | schweizerisch-italienischer Fußballspieler                                                     | 25    |       |
| 16. Dezember | Huzihiro Araki                        | japanischer Physiker                                                                           | 90    |       |
| 16. Dezember | Antonín Bajaja                        | tschechischer Schriftsteller und Journalist                                                    | 80    |       |
| 16. Dezember | Gerd Bienert                          | österreichischer Jazzgitarrist                                                                 | 83    |       |
| 16. Dezember | Jean-Paul Corbineau                   | französischer Musiker                                                                          | 74    |       |
| 16. Dezember | Barry Cullen                          | kanadischer Eishockeyspieler                                                                   | 87    |       |
| 16. Dezember | Paul De Keersmaeker                   | belgischer Politiker                                                                           | 93    |       |
| 16. Dezember | DJ Shog                               | deutscher Trance-DJ und -Produzent                                                             | 46    |       |
| 16. Dezember | Ernest Fernando                       | sri-lankischer Ringer                                                                          | 84    |       |
| 16. Dezember | Burkhard Gladigow                     | deutscher Religionswissenschaftler                                                             | 83    |       |
| 16. Dezember | Hans Peter Hallwachs                  | deutscher Schauspieler                                                                         | 84    |       |
| 16. Dezember | Chris Ledesma                         | US-amerikanischer Musikbearbeiter                                                              | 64    |       |
| 16. Dezember | Elliott H. Levitas                    | US-amerikanischer Politiker                                                                    | 91    |       |
| 16. Dezember | Klaus Mayer                           | deutscher Geistlicher                                                                          | 99    |       |
| 16. Dezember | Diana McIntosh                        | kanadische Pianistin und Komponistin                                                           | 90    |       |
| 16. Dezember | Siniša Mihajlović                     | serbischer Fußballspieler und -trainer                                                         | 53    |       |
| 16. Dezember | José María Canlás Sison               | philippinischer Autor und Politiker                                                            | 83    |       |
| 16. Dezember | Emil R. Unanue                        | kubanisch-US-amerikanischer Pathologe und Immunologe                                           | 88    |       |
| 15. Dezember | Julio Arnedo                          | kolumbianischer Jazz-Saxophonist                                                               | 90    |       |
| 15. Dezember | Ken Balcomb                           | US-amerikanischer Walforscher, Naturschützer und Sachbuchautor                                 | 82    |       |
| 15. Dezember | Istvan Banyai                         | ungarischer Illustrator und Animator                                                           | 73    |       |
| 15. Dezember | Bertha Barbee-McNeal                  | US-amerikanische Soulsängerin                                                                  | 82    |       |
| 15. Dezember | Suzanne Beeh-Lustenberger             | deutsche Kunsthistorikerin                                                                     | 90    |       |
| 15. Dezember | Renée Colliard                        | Schweizer Skirennfahrerin                                                                      | 88    |       |
| 15. Dezember | Giacomino Da Re                       | deutscher Politiker                                                                            | 79    |       |
| 15. Dezember | Dino Danelli                          | US-amerikanischer Schlagzeuger                                                                 | 78    |       |
| 15. Dezember | Karol van Eerd                        | niederländischer Unternehmer                                                                   | 84    |       |
| 15. Dezember | Jean Franco                           | britische Literaturwissenschaftlerin und -kritikerin                                           | 98    |       |
| 15. Dezember | Bill Hartman                          | US-amerikanischer Posaunist                                                                    | 79    |       |
| 15. Dezember | Heide Kipp                            | deutsche Schauspielerin                                                                        | 84    |       |
| 15. Dezember | Bernd Kummer                          | deutscher Mathematiker                                                                         | 75    |       |
| 15. Dezember | Håkan Lindquist                       | schwedischer Schriftsteller                                                                    | 64    |       |
| 15. Dezember | Veronica Linklater                    | britische Peer und Politikerin                                                                 | 79    |       |
| 15. Dezember | René Mailhes                          | französischer Gitarrist                                                                        | 87    |       |
| 15. Dezember | Herbert Meißner                       | deutscher Politiker                                                                            | 86    |       |
| 15. Dezember | James J. Murakami                     | US-amerikanischer Szenenbildner, Requisiteur und Artdirector                                   | 91    |       |
| 15. Dezember | Eberhard Natho                        | deutscher Theologe                                                                             | 90    |       |
| 15. Dezember | Louis Orr                             | US-amerikanischer Basketballspieler und -trainer                                               | 64    |       |
| 15. Dezember | Michael Reed                          | kanadisch-britischer Kameramann                                                                | 93    |       |
| 15. Dezember | Karl-Heinz Tiemann                    | deutscher Agrarwissenschaftler                                                                 | 82    |       |
| 15. Dezember | Endre Tihanyi                         | ungarischer Turner                                                                             | 77    |       |
| 15. Dezember | Joseph Torg                           | US-amerikanischer Mediziner                                                                    | 88    |       |
| 15. Dezember | John Uelses                           | US-amerikanischer Leichtathlet                                                                 | 85    |       |
| 15. Dezember | Barry West                            | englischer Snookerspieler                                                                      | 64    |       |
| 14. Dezember | Bert Beverly Beach                    | US-amerikanischer Theologe                                                                     | 94    |       |
| 14. Dezember | Volker Eid                            | deutscher Moraltheologe                                                                        | 82    |       |
| 14. Dezember | Riccardo Giovanelli                   | italienischer Astronom                                                                         | 76    |       |
| 14. Dezember | Hermann Huber                         | deutscher Bergsportler und Unternehmer                                                         | 92    |       |
| 14. Dezember | Kornélia Ihász                        | ungarische Eisschnellläuferin                                                                  | 85    |       |
| 14. Dezember | Sven Jenssen                          | deutscher Schlagersänger                                                                       | 88    |       |
| 14. Dezember | Roch Kereszty                         | ungarisch-US-amerikanischer Mönch und Theologe                                                 | 89    |       |
| 14. Dezember | Ruslan Khain                          | russischer Jazzbassist                                                                         | 50    |       |
| 14. Dezember | Wulf Kirsten                          | deutscher Schriftsteller                                                                       | 88    |       |
| 14. Dezember | Fritz W. Kramer                       | deutscher Ethnologe                                                                            | 81    |       |
| 14. Dezember | Franz Kurzreiter                      | österreichischer Politiker                                                                     | 78    |       |
| 14. Dezember | Hans-Christian Leiningen-Westerburg   | österreichischer Richter                                                                       | 77    |       |
| 14. Dezember | Alfons Messerschmitt                  | deutscher Sportschütze                                                                         | 79    |       |
| 14. Dezember | Charlene Mitchell                     | US-amerikanische Politikerin                                                                   | 92    |       |
| 14. Dezember | Billie Moore                          | US-amerikanische Basketballtrainerin                                                           | 79    |       |
| 14. Dezember | Haydée Padilla                        | argentinische Schauspielerin                                                                   | 86    |       |
| 14. Dezember | Sinnayah Sabapathy                    | malaysischer Leichtathlet                                                                      | 75    |       |
| 14. Dezember | Sybil Gräfin Schönfeldt               | österreichisch-deutsche Schriftstellerin und Journalistin                                      | 95    |       |
| 14. Dezember | Christopher Tucker                    | britischer Maskenbildner                                                                       | 81    |       |
| 14. Dezember | Jacqueline Urbach                     | Schweizer Optikerin, Kontaktlinsenentwicklerin, Uhren- und Schmuckdesignerin und Unternehmerin | 92    |       |
| 14. Dezember | Otto Widmaier                         | deutscher Verwaltungsbeamter                                                                   | 95    |       |
| 13. Dezember | Sol Amarfio                           | ghanaisch-britischer Schlagzeuger                                                              | 84    |       |
| 13. Dezember | Christoph-Adolf Fürus                 | deutscher Generalmajor                                                                         | 94    |       |
| 13. Dezember | Lauri Bergqvist                       | finnischer Skilangläufer                                                                       | 92    |       |
| 13. Dezember | Grand Daddy I.U.                      | US-amerikanischer Rapper                                                                       | 54    |       |
| 13. Dezember | Maria Fahl Vikander                   | schwedische Schauspielerin                                                                     | 71    |       |
| 13. Dezember | Ludwig Hoffmann-Rumerstein            | österreichischer Großkomtur des Malteserordens                                                 | 85    |       |
| 13. Dezember | Alejandro Luna                        | mexikanischer Beleuchter und Bühnenbildner                                                     | 83    |       |
| 13. Dezember | Albert Madansky                       | US-amerikanischer Statistiker und Buchautor                                                    | 83    |       |
| 13. Dezember | Sylvester Mubayi                      | simbabwischer Bildhauer                                                                        | 80    |       |
| 13. Dezember | David Ramsbotham                      | britischer General, Peer und Politiker                                                         | 88    |       |
| 13. Dezember | Stefan Reschke                        | deutscher Schachspieler                                                                        | 56    |       |
| 13. Dezember | Lalo Rodríguez                        | puerto-ricanischer Salsa-Musiker                                                               | 64    |       |
| 13. Dezember | Margaret Ruthmann                     | deutsche Dokumentarfilmerin und Autorin                                                        | 79    |       |
| 13. Dezember | Frank Salemme                         | US-amerikanischer Mobster                                                                      | 89    |       |
| 13. Dezember | Stefan Schütz                         | deutscher Schauspieler und Schriftsteller                                                      | 78    |       |
| 13. Dezember | Adrian Shooter                        | britischer Manager und Eisenbahnenthusiast                                                     | 74    |       |
| 13. Dezember | Kim Simmonds                          | britischer Blues- und Rockmusiker                                                              | 75    |       |
| 13. Dezember | Curt Simmons                          | US-amerikanischer Baseballspieler                                                              | 93    |       |
| 13. Dezember | Sue Thomas                            | US-amerikanische Ermittlerin und Autorin                                                       | 72    |       |
| 13. Dezember | Mariusz Walter                        | polnischer Medienunternehmer                                                                   | 85    |       |
| 13. Dezember | Norbert Zajac                         | deutscher Tierhändler                                                                          | 67    |       |
| 12. Dezember | Assunção dos Anjos                    | angolanischer Diplomat und Politiker                                                           | 76    |       |
| 12. Dezember | Gerfried Appelt                       | deutscher Geodät                                                                               | 90    |       |
| 12. Dezember | Walter Baldessarini                   | italienischer Maler                                                                            | 86    |       |
| 12. Dezember | Janet H. Beavin                       | kanadische Psychologin                                                                         | 82    |       |
| 12. Dezember | Hartmut Biele                         | deutscher Verwaltungsbeamter                                                                   | 71    |       |
| 12. Dezember | Don Christopher                       | US-amerikanischer Unternehmer                                                                  | 88    |       |
| 12. Dezember | Drucilla Cornell                      | US-amerikanische Rechtswissenschaftlerin, Frauenforscherin und Politikwissenschaftlerin        | 72    |       |
| 12. Dezember | William P. Curlin                     | US-amerikanischer Politiker                                                                    | 89    |       |
| 12. Dezember | Iván Faragó                           | ungarischer Schachspieler                                                                      | 76    |       |
| 12. Dezember | Hansjoachim Hahn                      | deutscher Politiker und Wirtschaftsfunktionär                                                  | 88    |       |
| 12. Dezember | Axel Jonas Halbach                    | deutscher Diplom-Kaufmann, Schriftsteller und Künstler                                         | 88    |       |
| 12. Dezember | Mirosław Hermaszewski                 | polnischer Pilot, Kosmonaut und Politiker                                                      | 81    |       |
| 12. Dezember | Stefan Jedele                         | deutscher Fernsehproduzent und Programmdirektor                                                | 68    |       |
| 12. Dezember | Klaus Lamotke                         | deutscher Mathematiker                                                                         | 86    |       |
| 12. Dezember | Mike Leach                            | US-amerikanischer American-Football-Trainer                                                    | 61    |       |
| 12. Dezember | Kurt Linder                           | deutscher Fußballspieler und -trainer                                                          | 89    |       |
| 12. Dezember | Stuart Margolin                       | US-amerikanischer Schauspieler und Regisseur                                                   | 82    |       |
| 12. Dezember | Herfried Mencke                       | deutscher Komponist, Organist und Kantor                                                       | 79    |       |
| 12. Dezember | Hermann Nuber                         | deutscher Fußballspieler und -trainer                                                          | 87    |       |
| 12. Dezember | Latinka Perović                       | jugoslawische bzw. serbische Politikwissenschaftlerin und Politikerin                          | 89    |       |
| 12. Dezember | Teh Hong Piow                         | malaysischer Unternehmer                                                                       | 92    |       |
| 12. Dezember | Octavio Rivero Serrano                | mexikanischer Pneumologe und Universitätsrektor                                                | 93    |       |
| 12. Dezember | Josef Schagerl junior                 | österreichischer Bildhauer                                                                     | 99    |       |
| 12. Dezember | Anton Šoltýs                          | tschechoslowakischer Skirennläufer                                                             | 85    |       |
| 12. Dezember | Franz Trautmann                       | deutscher Theologe und Religionspädagoge                                                       | 83    |       |
| 12. Dezember | Dieter Viering                        | deutscher Musikmanager                                                                         | 79    |       |
| 12. Dezember | Wolfgang Ziffer                       | deutscher Synchronsprecher und Schauspieler                                                    | 81    |       |
| 11. Dezember | Angelo Badalamenti                    | US-amerikanischer Filmkomponist                                                                | 85    |       |
| 11. Dezember | Eddie Bayard                          | US-amerikanischer Jazzmusiker                                                                  | 88    |       |
| 11. Dezember | Petr Čech                             | tschechoslowakischer Leichtathlet                                                              | 78    |       |
| 11. Dezember | Wolf Erlbruch                         | deutscher Illustrator, Kinderbuchautor und Hochschullehrer                                     | 74    |       |
| 11. Dezember | Rupert Falkner                        | österreichischer Architekt                                                                     | 92    |       |
| 11. Dezember | Inge Habig                            | deutsche Kunsthistorikerin                                                                     | 99    |       |
| 11. Dezember | Frances Hesselbein                    | US-amerikanische Managerin und Jugendorganisationsleiterin                                     | 107   |       |
| 11. Dezember | Gebhard von Jagow                     | deutscher Mediziner und Biochemiker                                                            | 87    |       |
| 11. Dezember | Neal Jimenez                          | US-amerikanischer Drehbuchautor und Regisseur                                                  | 62    |       |
| 11. Dezember | Abigail Kinoiki Kekaulike Kawānanakoa | US-amerikanische Angehörige des ehemaligen hawaiianischen Königshauses                         | 96    |       |
| 11. Dezember | Bernhard Külp                         | deutscher Wirtschaftswissenschaftler und Hochschullehrer                                       | 89    |       |
| 11. Dezember | Adrienne Mancia                       | US-amerikanische Filmkuratorin                                                                 | 95    |       |
| 11. Dezember | Bruce J. McFarlane                    | australischer Wirtschaftswissenschaftler                                                       | 86    |       |
| 11. Dezember | Kenneth Powell                        | indischer Leichtathlet                                                                         | 82    |       |
| 11. Dezember | Heinz Ruppenstein                     | deutscher Fußballspieler und -trainer                                                          | 92    |       |
| 11. Dezember | Friedrich Eberhard Schnapp            | deutscher Rechtswissenschaftler                                                                | 84    |       |
| 11. Dezember | Helmut H. Schulz                      | deutscher Schriftsteller                                                                       | 91    |       |
| 11. Dezember | Washington Villarroel                 | chilenischer Fußballspieler                                                                    | 84    |       |
| 10. Dezember | John Aler                             | US-amerikanischer Konzert- und Opernsänger                                                     | 73    |       |
| 10. Dezember | Thomas Baldwin                        | US-amerikanischer Drehbuchautor, Filmregisseur, Filmproduzent und Schauspieler                 |       |       |
| 10. Dezember | J. J. Barnes                          | US-amerikanischer R&B-Sänger                                                                   | 79    |       |
| 10. Dezember | David Bolen                           | US-amerikanischer Leichtathlet und Diplomat                                                    | 98    |       |
| 10. Dezember | Beryl Grey                            | britische Balletttänzerin                                                                      | 95    |       |
| 10. Dezember | Georgia Holt                          | US-amerikanische Sängerin und Schauspielerin                                                   | 96    |       |
| 10. Dezember | Peter Kupke                           | deutscher Theaterregisseur und -intendant                                                      | 90    |       |
| 10. Dezember | Tshala Muana                          | kongolesische Sängerin                                                                         | 64    |       |
| 10. Dezember | Menahem Schmelzer                     | ungarisch-US-amerikanischer Hebräist und Bibliothekar                                          | 88    |       |
| 10. Dezember | Otto Seidl                            | deutscher Richter                                                                              | 91    |       |
| 10. Dezember | Paul Silas                            | US-amerikanischer Basketballspieler und -trainer                                               | 79    |       |
| 10. Dezember | Soňa Valentová                        | tschechoslowakische bzw. slowakische Schauspielerin                                            | 76    |       |
| 9. Dezember  | Helmut Bräutigam                      | deutscher Fußballspieler                                                                       | 92    |       |
| 9. Dezember  | John Burton                           | kanadischer Politiker und Ökonom                                                               | 95    |       |
| 9. Dezember  | Patricia Daly                         | US-amerikanische Ordensschwester                                                               | 66    |       |
| 9. Dezember  | Herbert Deutsch                       | US-amerikanischer Komponist                                                                    | 90    |       |
| 9. Dezember  | Peter Dreißig                         | deutscher Bäckermeister und Handwerksfunktionär                                                | 70    |       |
| 9. Dezember  | Ruprecht Eser                         | deutscher Journalist                                                                           | 79    |       |
| 9. Dezember  | Winfried Herz                         | deutscher Fußballspieler                                                                       | 93    |       |
| 9. Dezember  | Mihály Huszka                         | ungarischer Gewichtheber                                                                       | 89    |       |
| 9. Dezember  | Louise Kiesling                       | deutsche Unternehmerin und Aufsichtsrätin                                                      | 65    |       |
| 9. Dezember  | Joseph Kittinger                      | US-amerikanischer Pilot                                                                        | 94    |       |
| 9. Dezember  | Judith Lauand                         | brasilianische Grafikerin und Malerin                                                          | 100   |       |
| 9. Dezember  | Nikolaus Merck                        | deutscher Dramaturg und Theaterkritiker                                                        | 65    |       |
| 9. Dezember  | Daniel Micallef                       | maltesischer Politiker                                                                         | 94    |       |
| 9. Dezember  | Abraham Nehmé                         | syrischer Erzbischof                                                                           | 95    |       |
| 9. Dezember  | Udo Nix                               | deutscher Fußballspieler                                                                       | 81    |       |
| 9. Dezember  | Čeněk Růžička                         | tschechischer Roma-Aktivist                                                                    | 76    |       |
| 9. Dezember  | Milton Viorst                         | US-amerikanischer Journalist und Buchautor                                                     | 92    |       |
| 9. Dezember  | Grant Wahl                            | US-amerikanischer Sportjournalist                                                              | 48    |       |
| 8. Dezember  | Jean-Louis Goldwater Bourgeois        | US-amerikanischer Autor, Menschenrechts-Aktivist und Multimillionär                            | 82    |       |
| 8. Dezember  | Albert Brenner                        | US-amerikanischer Szenenbildner und Artdirector                                                | 96    |       |
| 8. Dezember  | Djalma Corrêa                         | brasilianischer Perkussionist und Komponist                                                    | 80    |       |
| 8. Dezember  | Rostam Ghasemi                        | iranischer General und Politiker                                                               | 58    |       |
| 8. Dezember  | Aldona Gustas                         | deutsche Schriftstellerin, Dichterin und Malerin                                               | 90    |       |
| 8. Dezember  | Martha Hildebrandt                    | peruanische Linguistin und Politikerin                                                         | 97    |       |
| 8. Dezember  | Lee Lorenz                            | US-amerikanischer Cartoonist und Jazzmusiker                                                   | 90    |       |
| 8. Dezember  | Sigrid Maciaszek                      | deutsche Bauingenieurin, Architektin und Stadtplanerin                                         | 87    |       |
| 8. Dezember  | Dieter Marzahn                        | deutscher Handwerksfunktionär                                                                  | 88    |       |
| 8. Dezember  | Gerhard Naber                         | deutscher Wasserbauingenieur                                                                   | 94    |       |
| 8. Dezember  | Reinhold Schäfer                      | deutscher Informatiker                                                                         | 76    |       |
| 8. Dezember  | Joachim Schürmann                     | deutscher Architekt                                                                            | 96    |       |
| 8. Dezember  | Frederick Terna                       | US-amerikanischer Maler und Holocaustüberlebender                                              | 99    |       |
| 8. Dezember  | Thubten Nyima Lungtog Tendzin Norbu   | tibetischer Geistlicher                                                                        | 94    |       |
| 8. Dezember  | Erasmus Desiderius Wandera            | ugandischer Bischof                                                                            | 92    |       |
| 8. Dezember  | Yoshishige Yoshida                    | japanischer Filmregisseur und Drehbuchautor                                                    | 89    |       |
| 8. Dezember  | David Young                           | britischer Peer und Politiker                                                                  | 90    |       |
| 7. Dezember  | Benno Basso                           | deutscher Unternehmer und Politiker                                                            | 86    |       |
| 7. Dezember  | Jean-Pascal Bénassy                   | französischer Makroökonom                                                                      | 73    |       |
| 7. Dezember  | Jaroslav Bogdálek                     | tschechoslowakischer Skirennläufer                                                             | 93    |       |
| 7. Dezember  | Bernhard Brinkmann                    | deutscher Politiker                                                                            | 70    |       |
| 7. Dezember  | Burkhart Cardauns                     | deutscher Altphilologe                                                                         | 90    |       |
| 7. Dezember  | Sophia Ellis                          | US-amerikanische Lehrerin                                                                      | 95    |       |
| 7. Dezember  | Cara De Silva                         | US-amerikanische Journalistin, Historikerin und Autorin                                        | 83    |       |
| 7. Dezember  | Albrecht Encke                        | deutscher Chirurg                                                                              | 87    |       |
| 7. Dezember  | Gerald Erkinger                       | österreichischer Fußballspieler                                                                | 81    |       |
| 7. Dezember  | Gerlind Gahlen                        | deutsche Politikerin und Frauenrechtlerin                                                      | 85    |       |
| 7. Dezember  | Armando González                      | spanischer Steuermann im Rudern                                                                | 91    |       |
| 7. Dezember  | Carl Hewitt                           | US-amerikanischer Informatiker                                                                 | 77    |       |
| 7. Dezember  | Jann-Peter Janssen                    | deutscher Politiker                                                                            | 77    |       |
| 7. Dezember  | Johnny Johnson                        | britischer Luftwaffenoffizier und Weltkriegsveteran                                            | 101   |       |
| 7. Dezember  | Ákos Kertész                          | ungarischer Schriftsteller                                                                     | 90    |       |
| 7. Dezember  | Horst Knechtel                        | deutscher Politiker und Schulleiter                                                            | 79    |       |
| 07. Dezember | Jack Lippes                           | US-amerikanischer Gynäkologe                                                                   | 98    |       |
| 7. Dezember  | Günter Lucks                          | deutscher Autor                                                                                | 94    |       |
| 7. Dezember  | Richard C. Macke                      | US-amerikanischer Marineoffizier                                                               | 84    |       |
| 7. Dezember  | Jan Nowicki                           | polnischer Schauspieler                                                                        | 83    |       |
| 7. Dezember  | Hans-Georg Unger                      | deutscher Elektrotechniker                                                                     | 96    |       |
| 7. Dezember  | Roland Michael Wegener                | deutscher Diplomat                                                                             | 74    |       |
| 6. Dezember  | Yoginder K. Alagh                     | indischer Politiker und Wirtschaftswissenschaftler                                             | 83    |       |
| 6. Dezember  | Risto Alapuro                         | finnischer Soziologe                                                                           | 78    |       |
| 6. Dezember  | Miha Baloh                            | slowenischer Schauspieler                                                                      | 94    |       |
| 6. Dezember  | Jet Black                             | britischer Musiker                                                                             | 84    |       |
| 6. Dezember  | Fionna Duncan                         | schottische Jazzsängerin                                                                       | 83    |       |
| 6. Dezember  | Sylvia Flores                         | belizische Politikerin                                                                         | 71    |       |
| 6. Dezember  | Pavel Gajdoš                          | tschechoslowakischer Turner                                                                    | 86    |       |
| 6. Dezember  | Adolf Garling                         | deutscher Politiker                                                                            | 97    |       |
| 6. Dezember  | Dieter B. Gerlach                     | deutscher Schauspieler und Synchronsprecher                                                    | 80    |       |
| 6. Dezember  | Josef Hölzl                           | österreichischer Warenkundler                                                                  | 97    |       |
| 6. Dezember  | Michael Kämpfer                       | deutscher Illustrator                                                                          | 52    |       |
| 6. Dezember  | Edino Krieger                         | brasilianischer Geiger, Komponist und Dirigent                                                 | 94    |       |
| 6. Dezember  | Mills Lane                            | US-amerikanischer Boxringrichter und Jurist                                                    | 85    |       |
| 6. Dezember  | Ichirō Mizuki                         | japanischer Sänger                                                                             | 74    |       |
| 6. Dezember  | Lloyd Newman                          | US-amerikanischer Chronist                                                                     | 43    |       |
| 6. Dezember  | Jacques Pousaz                        | Schweizer Eishockeyspieler                                                                     | 75    |       |
| 6. Dezember  | Zenon Pylyshyn                        | kanadischer Kognitionswissenschaftler                                                          | 85    |       |
| 6. Dezember  | Adolfas Šleževičius                   | litauischer Politiker                                                                          | 74    |       |
| 6. Dezember  | Wilhelm Wellner                       | deutscher Manager                                                                              | 55    |       |
| 5. Dezember  | Kirstie Alley                         | US-amerikanische Schauspielerin                                                                | 71    |       |
| 5. Dezember  | Teo Barth                             | deutscher Fußballspieler                                                                       | 91    |       |
| 5. Dezember  | John Beckwith                         | kanadischer Komponist, Pianist und Musikjournalist                                             | 95    |       |
| 5. Dezember  | Bernadette Carey Smith                | US-amerikanische Zeitungsjournalistin                                                          | 83    |       |
| 5. Dezember  | Roswitha Dost                         | deutsche Schauspielerin und Synchronsprecherin                                                 | 77    |       |
| 5. Dezember  | Hamsou Garba                          | nigrische Sängerin und Komponistin                                                             | 63    |       |
| 5. Dezember  | Hans Armin Gärtner                    | deutscher Altphilologe                                                                         | 92    |       |
| 5. Dezember  | Jay Goldberg                          | US-amerikanischer Rechtsanwalt                                                                 | 89    |       |
| 5. Dezember  | Mária Kráľovičová                     | tschechoslowakische bzw. slowakische Schauspielerin                                            | 95    |       |
| 5. Dezember  | Klaus Kubitzki                        | deutscher Botaniker                                                                            | 89    |       |
| 5. Dezember  | Helmer-Christoph Lehmann              | Kirchenamtler und Bürgerrechtler                                                               | 87    |       |
| 5. Dezember  | Jost Meier                            | Schweizer Dirigent und Komponist                                                               | 83    |       |
| 5. Dezember  | Terrence O’Hara                       | US-amerikanischer Filmregisseur und Schauspieler                                               | 76    |       |
| 5. Dezember  | Eduard Ovčáček                        | tschechischer Dichter, Grafiker, Bildhauer, Maler, Fotograf, Typograf und Kurator              | 89    |       |
| 5. Dezember  | Brigitte Renner                       | deutsche Schauspielerin                                                                        | 97    |       |
| 5. Dezember  | Bernd Rohr                            | deutscher Radsportler                                                                          | 85    |       |
| 5. Dezember  | Konrad Morgenroth                     | deutscher Pathologe und Hochschullehrer                                                        | 85    |       |
| 5. Dezember  | Hélène Roussel                        | französische Schauspielerin                                                                    | 90    |       |
| 5. Dezember  | Michael Schlothauer                   | deutscher Militär                                                                              | 79    |       |
| 5. Dezember  | Jim Stewart                           | US-amerikanischer Musikproduzent und -labelbetreiber                                           | 92    |       |
| 5. Dezember  | Agnes Stoelben                        | deutsche Gastronomin                                                                           | 100   |       |
| 5. Dezember  | Ronaldo Veitía Valdivié               | kubanischer Judoka und Judotrainer                                                             | 75    |       |
| 5. Dezember  | Alvin Walker                          | US-amerikanischer Jazzposaunist                                                                | 51    |       |
| 4. Dezember  | Jean-Paul Amouroux                    | französischer Jazzmusiker                                                                      | 79    |       |
| 4. Dezember  | Nick Bollettieri                      | US-amerikanischer Tennistrainer                                                                | 91    |       |
| 4. Dezember  | Manfred Dimde                         | deutscher Pseudowissenschaftler und Nostradamusforscher                                        | 81    |       |
| 4. Dezember  | Horst Faber                           | deutscher Eiskunstläufer                                                                       | 101   |       |
| 4. Dezember  | Manuel Göttsching                     | deutscher Musiker                                                                              | 70    |       |
| 4. Dezember  | Werner Hartmann                       | deutscher Heimatforscher                                                                       | 99    |       |
| 4. Dezember  | Dominique Lapierre                    | französischer Schriftsteller und Humanist                                                      | 91    |       |
| 4. Dezember  | Magomedali Magomedow                  | sowjetischer bzw. russischer Politiker                                                         | 92    |       |
| 4. Dezember  | Alfred Meier                          | Schweizer Ökonom                                                                               | 85    |       |
| 4. Dezember  | Bob McGrath                           | US-amerikanischer Schauspieler, Sänger und Autor                                               | 90    |       |
| 4. Dezember  | Karl Merkatz                          | österreichischer Schauspieler                                                                  | 92    |       |
| 4. Dezember  | Dieter Messner                        | österreichischer Romanist                                                                      | 79    |       |
| 4. Dezember  | Edouard Mununu Kasiala                | kongolesischer Bischof                                                                         | 86    |       |
| 4. Dezember  | Jack van Poll                         | niederländischer Jazzmusiker und -komponist                                                    | 88    |       |
| 4. Dezember  | Pablo Puente Buces                    | spanischer Erzbischof                                                                          | 91    |       |
| 4. Dezember  | Senek Rosenblum                       | deutscher Unternehmer und Autor                                                                | 86    |       |
| 4. Dezember  | Alex Sherzer                          | US-amerikanischer Schachspieler                                                                | 51    |       |
| 04. Dezember | Dieter Ullmann                        | deutscher Physiker und Physikhistoriker                                                        | 88    | Foto  |
| 4. Dezember  | Patrick Tambay                        | französischer Automobilrennfahrer                                                              | 73    |       |
| 3. Dezember  | Günther Beck                          | deutscher Geograph                                                                             | 82    |       |
| 3. Dezember  | Willi Blodt                           | deutscher Politiker                                                                            | 93    |       |
| 3. Dezember  | Michael Collins                       | irischer Politiker (Fianna Fáil)                                                               | 82    |       |
| 3. Dezember  | Svenne Hedlund                        | schwedischer Rock- und Popsänger                                                               | 77    |       |
| 3. Dezember  | Jim Kolbe                             | US-amerikanischer Politiker                                                                    | 80    |       |
| 3. Dezember  | Dietmar Kuegler                       | deutscher Schriftsteller und Verleger                                                          | 71    |       |
| 3. Dezember  | Angelo Marciani                       | italienischer Wasserballspieler                                                                | 94    |       |
| 3. Dezember  | Esther Master                         | kanadische Pianistin und Musikpädagogin                                                        | 100   |       |
| 3. Dezember  | Jochen Karl Mehldau                   | deutscher Heimat- und Ahnenforscher                                                            | 88    |       |
| 3. Dezember  | Bobby Naughton                        | US-amerikanischer Jazzmusiker                                                                  | 78    |       |
| 3. Dezember  | Gina Romand                           | kubanisch-mexikanische Schauspielerin und Sängerin                                             | 84    |       |
| 3. Dezember  | Älschan Scharmuchamedow               | sowjetischer Basketballspieler                                                                 | 78    |       |
| 3. Dezember  | Rudolf Schubert                       | deutscher Botaniker                                                                            | 95    |       |
| 3. Dezember  | Hans Süper junior                     | deutscher Musiker und Komiker                                                                  | 86    |       |
| 3. Dezember  | Alfons Vogtel                         | deutscher Politiker                                                                            | 70    |       |
| 3. Dezember  | Tony Waldrop                          | US-amerikanischer Leichtathlet                                                                 | 70    |       |
| 2. Dezember  | Tony Allen                            | englischer Fußballspieler                                                                      | 83    |       |
| 2. Dezember  | Joseph Cigana                         | italienisch-französischer Radrennfahrer                                                        | 90    |       |
| 2. Dezember  | Hans Martin Corrinth                  | deutscher Kirchenmusiker und Komponist                                                         | 81    |       |
| 2. Dezember  | Gary Friedkin                         | US-amerikanischer Schauspieler                                                                 | 70    |       |
| 2. Dezember  | Jill Jolliffe                         | australische Journalistin und Autorin                                                          | 77    |       |
| 2. Dezember  | Yoshio Kikugawa                       | japanischer Fußballspieler und -trainer                                                        | 77    |       |
| 2. Dezember  | Arthur A. Patchett                    | US-amerikanischer Chemiker                                                                     | 93    |       |
| 2. Dezember  | Gaddis Smith                          | US-amerikanischer Historiker                                                                   | 89    |       |
| 2. Dezember  | Hans-Edgar Stecher                    | deutscher Schauspieler                                                                         | 91    |       |
| 2. Dezember  | Al Strobel                            | US-amerikanischer Schauspieler                                                                 | 83    |       |
| 2. Dezember  | Tiit-Rein Viitso                      | estnischer Sprachwissenschaftler und Finnougrist                                               | 84    |       |
| 2. Dezember  | Peter Wagner                          | deutscher Musikproduzent                                                                       | 79    |       |
| 1. Dezember  | Ercole Baldini                        | italienischer Radrennfahrer                                                                    | 89    |       |
| 1. Dezember  | Gerardo Bianco                        | italienischer Politiker                                                                        | 91    |       |
| 1. Dezember  | Kypros Chrysostomides                 | zyprischer Politiker                                                                           | 80    |       |
| 1. Dezember  | Jharana Das                           | indische Schauspielerin                                                                        | 77    |       |
| 1. Dezember  | Mylène Demongeot                      | französische Schauspielerin                                                                    | 87    |       |
| 1. Dezember  | Karl Haffner                          | deutscher Chorleiter                                                                           | 92    |       |
| 1. Dezember  | Hannes Keller                         | Schweizer Tauch- und Computerpionier sowie Unternehmer                                         | 88    |       |
| 1. Dezember  | Igor Kritschewer                      | russischer Mathematiker                                                                        | 72    |       |
| 1. Dezember  | Gaylord Perry                         | US-amerikanischer Baseballspieler                                                              | 84    |       |
| 1. Dezember  | Dorothy Pitman Hughes                 | US-amerikanische Feministin, Journalistin und Buchautorin                                      | 84    |       |
| 1. Dezember  | Julia Reichert                        | US-amerikanische Filmproduzentin und -regisseurin                                              | 76    |       |
| 1. Dezember  | Harald Schießl                        | deutscher Jurist                                                                               | 48    |       |
| 1. Dezember  | Andrew Speight                        | australischer Jazzmusiker und Hochschullehrer                                                  | 58    |       |
| 1. Dezember  | Omar Trujillo                         | mexikanischer Fußballspieler                                                                   | 45    |       |
| 1. Dezember  | Bridgette Wimberly                    | US-amerikanische Dramatikerin                                                                  | 68    |       |

### Datum unbekannt
| Zeitangabe                          | Name                        | Beruf, bekannt als                                                | Alter | Beleg |
| ----------------------------------- | --------------------------- | ----------------------------------------------------------------- | ----- | ----- |
| 28. Dezember oder 29. Dezember      | Ingrid Rentsch              | deutsche Schauspielerin                                           | 94    |       |
| tot aufgefunden am 28. Dezember     | Andreas Tiedtke             | deutscher Pferdesportfunktionär                                   | 53    |       |
| Tod bekannt gegeben am 24. Dezember | Salvador Díaz Carías        | venezolanischer Schachspieler                                     | 89    |       |
| Tod bekannt gegeben am 22. Dezember | Andrej Ajdič                | slowenischer Maler, Grafiker und Bildhauer                        | 85    |       |
| am oder vor dem 22. Dezember        | Günter Augustat             | deutscher Fußballspieler                                          | 84    |       |
| Tod bekannt gegeben am 16. Dezember | Aleh Hulak                  | belarussischer Jurist und Menschenrechtler                        | 55    |       |
| Tod bekannt gegeben am 11. Dezember | Walter Bénéteau             | französischer Radrennfahrer                                       | 50    |       |
| 9. Dezember oder 10. Dezember       | Txomin Peillen              | französischer baskischer Nationalist, Linguist und Schriftsteller | 90    |       |
| 7. Dezember oder 8. Dezember        | Patrick Delsemme            | belgischer Snookerspieler                                         | 48    |       |
| Tod bekannt gegeben am 6. Dezember  | Georges Caudron             | französischer Komiker und Synchronsprecher                        | 70    |       |
| 5. Dezember oder 6. Dezember        | Klaus-Michael Klingsporn    | deutscher Hörspielregisseur                                       | 64    |       |
| Tod bekannt gegeben am 1. Dezember  | Roni Peiponen               | finnischer Fußballspieler                                         | 25    |       |
| Dezember                            | Archer MacLean              | britischer Computerspiel-Entwickler                               | 60    |       |
| Dezember                            | Sibylle Niemoeller-von Sell | deutsche Schriftstellerin                                         | 99    |       |
| Dezember                            | Robert Ray                  | US-amerikanischer Komponist, Chorleiter und Pianist               | ≈76   |       |
| Dezember                            | Vaughan Thomas              | britischer Steuermann im Rudern                                   | 58    |       |